# 艾夫根尼·紀新

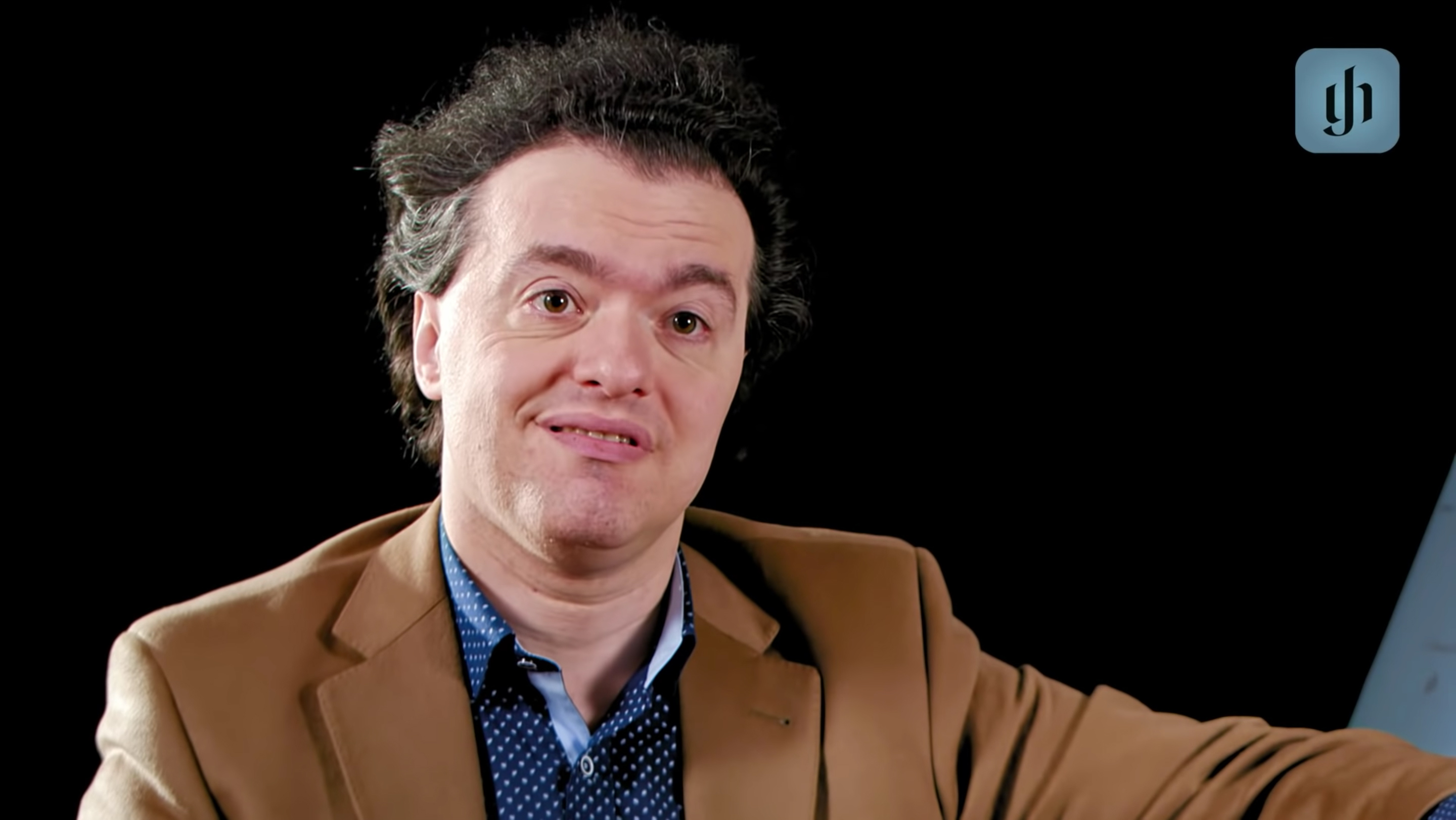
2019年的叶甫根尼·基辛

艾夫根尼·紀新（俄语：Евге́ний И́горевич Ки́син，羅馬化：Evgénij Ígorevič Kísin，或譯葉甫根尼·基辛，1971年10月10日—），俄羅斯古典鋼琴家。

## 早年
紀新生於莫斯科的一個猶太家庭，父親是工程師，母親是鋼琴老師。紀新二歲開始學琴，六歲進入格涅辛音樂學院，師從安娜·帕夫洛夫娜·坎托尔。紀新天賦異稟，據說十一個月大時就會哼唱巴哈的賦格，四歲可以憑記憶彈出整首協奏曲。

## 職業生涯
十歲時，紀新在烏里揚諾夫斯克首次和管弦樂團合作，演奏了莫扎特第20鋼琴協奏曲。1984年3月27日，十二歲便舉辦了首場個人獨奏會，還完成了蕭邦的第一和第二協奏曲，被認作神童。1988年12月31日，紀新受邀在卡拉揚最後一場指揮柏林愛樂的年終音樂會上演奏了柴可夫斯基第一鋼琴協奏曲，開始收穫國際關注。

## 作品節選

### 商業錄音
- Abbado, Claudio.  (CD). 20世紀偉大鋼琴家（英语：Great Pianists of the 20th Century） 58. Philips Classics. 1998. 456 871-2.
- Karajan, Herbert von.  (CD). Deutsche Grammophon. 427 485-2.

## 個人生活
1991年，紀新和家人離開俄羅斯，在倫敦、紐約和巴黎等地居住。2017年3月，紀新在布拉格和卡麗娜·阿爾祖馬諾娃（Карина Арзуманова）完婚。
紀新是挺身譴責俄羅斯入侵烏克蘭行為的藝術家之一，於2022年與2萬多名俄羅斯的藝文界人士共同發表公開聯署信，呼籲普丁停止入侵烏克蘭。紀新更在自己的社群媒體上用俄語發出聲明，將該侵略行為形容為「不義之戰」，是一種罪行，發動戰爭的人終將受到歷史審判。2024年7月，俄國政府將紀新列為「外國勢力代理人」。

## 外部連結
- 叶甫根尼·基辛的官方網站 （页面存档备份，存于）
- 叶甫根尼·基辛的Facebook專頁的Facebook專頁（页面存档备份，存于）
- 艾夫根尼·紀新的Discogs页面（英文）